# Chocimierz (gmina)
Chocimierz – dawna gmina wiejska w powiecie tłumackim województwa stanisławowskiego II Rzeczypospolitej. Siedzibą gminy był Chocimierz.
Gminę utworzono 1 sierpnia 1934 r. w ramach reformy na podstawie ustawy scaleniowej z dotychczasowych gmin wiejskich z siedzibami w miejscowościach: Bortniki, Chocimierz, Gruszka, Jezierzany i Pużniki.
Po II wojnie światowej obszar gminy znalazł się w ZSRR.